# Rewat Buddhinan
Rewat Buddhinan (Tiếng Thái: เรวัต พุทธินันทน์; 5 tháng 9 năm 1948 - 27 tháng 10 năm 1996), biệt danh Ter (เต๋อ Toe), từng là ca sĩ, nhà sản xuất và thành viên sáng lập của nhóm nhạc pop Thái Lan, The Impossibles. Ông là người tiên phong trong ngành công nghiệp nhạc pop và rock Thái Lan trong những năm 1970, và là người sáng lập GMM Grammy, một công ty giải trí tập đoàn truyền thông ở Thái Lan. Do sức ảnh hưởng của mình, Buddhismnan được coi là người đã mở ra một kỷ nguyên mới trong ngành công nghiệp âm nhạc của Thái Lan.